# Achill Head
 (juin 2020).
Si vous disposez d'ouvrages ou d'articles de référence ou si vous connaissez des sites web de qualité traitant du thème abordé ici, merci de compléter l'article en donnant les références utiles à sa vérifiabilité et en les liant à la section « Notes et références ».
 (décembre 2016).
Achill Head (en irlandais : Ceann Acla) est un cap situé à l'extrémité ouest de l'île d'Achill, dans le comté de Mayo en Irlande.